# Aktuell nach eins
Aktuell nach eins (2012 – 2017: heute mittag, 2017 – 2020: Mittag in Österreich) ist eine von Montag bis Freitag von 13:15 Uhr bis 14 Uhr auf ORF 2 ausgestrahlte Informationssendung.

## Sendung
Die seit 24. September 2012 bestehende Sendung, die wie alle Nachrichtensendungen des ORF aus dem Newsroom gesendet wird, informiert über tagesaktuelle Themen aus Österreich und der Welt. Auf dem Programm stehen dabei die wichtigsten Themen aus dem In- und Ausland, aus Kultur, Sport, Natur und Umwelt, Verbraucherschutz und Gesellschaft. Zentraler Inhalt der Aktuell nach eins-Berichterstattung sind dabei redaktionelle Beiträge der ORF-Landesstudios, welche üblicherweise auch in den Bundesland heute-Sendungen des jeweiligen Bundeslandes ausgestrahlt werden. Zudem gibt es Einstiege von Reportern aus den Bundesländern und meist mehrere Studiogäste.
Häufig zu Gast sind verschiedene ORF-Redakteure, die zu aktuellem Geschehen ihres jeweiligen Fachbereiches wie zum Beispiel Politik, Wirtschaft oder Sport sprechen. Regelmäßig wird vorab über Themen anderer ORF-Informationsmagazine berichtet. Montags kommt dafür oft Christoph Feurstein von Thema, dienstags Susanne Schnabl von Report und freitags Peter Resetarits von der Sendung Bürgeranwalt ins Studio. Weiters sind folgende Experten wöchentlich oder monatlich zu einem Thema aus ihrem jeweiligen Fachgebiet geladen.
| Stefan Verra                                               | Experte für Körpersprache              | Ratschläge für richtiges körpersprachliches Verhalten | wöchentlich montags (manchmal dienstags; 2020 donnerstags) |
| Daniela Schiesl-Müller oder Carmen Thornton                | Rechtsanwältinnen                      | Rechtliche Fragen                                     | wöchentlich dienstags [seit 2021]                          |
| Manuel Horeth                                              | Mentalexperte                          | Methoden zur Stärkung der geistigen Fähigkeiten       | zweiwöchentlich dienstags                                  |
| Günther Mayr                                               | Leiter der ORF-Wissenschaftsredaktion  | Neuigkeiten aus der (Natur-)Wissenschaft              | wöchentlich mittwochs                                      |
| Peter Fritz                                                | ORF-Außenpolitikexperte                | Aktuelles außenpolitisches Geschehen                  | wöchentlich donnerstags [seit 2022]                        |
| Anita Malli                                                | ORF-Nachhaltigkeitsexpertin            | Ratschläge für eine nachhaltige Lebensweise           | wöchentlich donnerstags [seit 2021]                        |
| Lisbeth Bischoff oder Alexander Hecht                      | ORF-Adelsexperten                      | Aktuelles aus Adelsfamilien                           | wöchentlich freitags                                       |
| Elke Prochazka oder Marlena Koppendorfer                   | Psychologinnen bei 147 – Rat auf Draht | Ratschläge zum Umgang mit Kindern und Jugendlichen    | unregelmäßig (bis 2020 wöchentlich montags)                |
| Marion Seidenberger, Bettina Schützhofer oder Gregor Bartl | Verkehrspsychologen                    | Richtiges Verhalten im Straßenverkehr                 | unregelmäßig                                               |
| Ehemalige Experten                                         |                                        |                                                       |                                                            |
| Experte/Expertin                                           | Tätigkeit                              | Themengebiet                                          | Zeitraum                                                   |
| Raimund Löw                                                | ORF-Außenpolitikexperte                | Aktuelles außenpolitisches Geschehen                  | bis Ende 2021                                              |

Manchmal, besonders bei Sendungsentfall, können die Experten an einem anderen Wochentag als üblich zu Gast sein.
Mit Einführung des Ende 2018 wieder eingestellten Vorabendmagazins Daheim in Österreich am 21. August 2017 erfolgte die Umbenennung der Sendung von heute mittag zu Mittag in Österreich. Unter dem übergeordneten Titel Unterwegs in Österreich sollte eine Verbindung zwischen den Magazinsendungen Guten Morgen Österreich, Daheim in Österreich sowie Mittag in Österreich und Aktuell in Österreich hergestellt werden, indem es täglich ein Thema gibt, welches in allen Sendungen behandelt wird. Mit einer neuerlichen Adaption Anfang des Jahres 2019, aufgrund der Einstellung von Daheim in Österreich Ende Dezember 2018, wurde dieses Konzept wieder aufgegeben.
Mit 28. September 2020 wurde die Sendung zu Aktuell nach eins umbenannt. Der bisher im Hintergrund und bei den Einblendungen dominante gelb-orange Farbton mit weißer Schrift wurde zu verschiedenen Blauschattierungen geändert, wobei Namen in weißer und Zusatzinformationen unterhalb in schwarzer Schrift auf weißem Hintergrund eingeblendet werden. Während der Sendung ist ein graues A links unten im Bild zu sehen.
Die übliche Dauer der Sendung beträgt knapp 45 Minuten. Dauert die vorher gesendete Zeit im Bild (ZIB) um 13 Uhr aufgrund eines größeren Nachrichtenereignisses länger, kann die Sendezeit um etwa 10 Minuten verkürzt sein. Manchmal dauert die Sendung auch einige Minuten länger bis etwa 14:07 Uhr. Dies ist der Fall, wenn die gemeinsam mit der ARD am Nachmittag ausgestrahlte Telenovela Sturm der Liebe wegen eines abweichenden Programmablaufes in Deutschland (meist: Sportübertragung) entfällt.

## Moderation

### Derzeitige Moderatoren
| Moderator          | Einstieg       | Bemerkungen                                              |
| Stefan Gehrer      | 7. Jänner 2019 | Wechsel von der Zeit im Bild (ZIB 1 sowie Tagesausgaben) |
| Gaby Konrad        | 9. Jänner 2019 | Wechsel von den Kurzausgaben der ZIB am Morgen           |
| Peter Teubenbacher | 2013           | Verstärkung                                              |
| Nadja Mader        | 2019           | vertretungsweise                                         |

### Ehemalige Moderatoren
| Moderator               | Zeitraum                                                 | Bemerkungen |
| Martin Ferdiny          | September 2012 – Dezember 2018                           | 2019 Wechsel zum Vorabendmagazin Studio 2 |
| Ute Pichler             | September 2012 – Juli 2013                               | Karenz von August 2013 bis Oktober 2014, seither nur im Landesstudio Kärnten                                                                                   |
| Susanne Höggerl         | 5. August 2013 – Oktober 2014, 27. Mai 2015 – April 2017 | Zuerst Karenzvertretung von Ute Pichler, ab Oktober 2014 Wechsel zur ZIB 1 als Karenzvertretung von Marie-Claire Zimmermann, Wechsel zur ZIB 1 mit 1. Mai 2017 |
| Münire Inam             | 20. Oktober 2014 – 26. Mai 2015                          | Vertretung von Susanne Höggerl |
| Marie-Claire Zimmermann | 3. Mai 2017 – Dezember 2018                              | ab 2019 selten vertretungsweise, sonst nur ZIB-Moderatorin |

Die Moderatoren von Aktuell nach eins präsentieren ebenfalls die Sendung Aktuell nach fünf. Der Wetterbericht am Ende der Sendung wird von Marcus Wadsak, Christa Kummer oder Manfred Bauer präsentiert.